# 枢密院广场 (圣彼得堡)

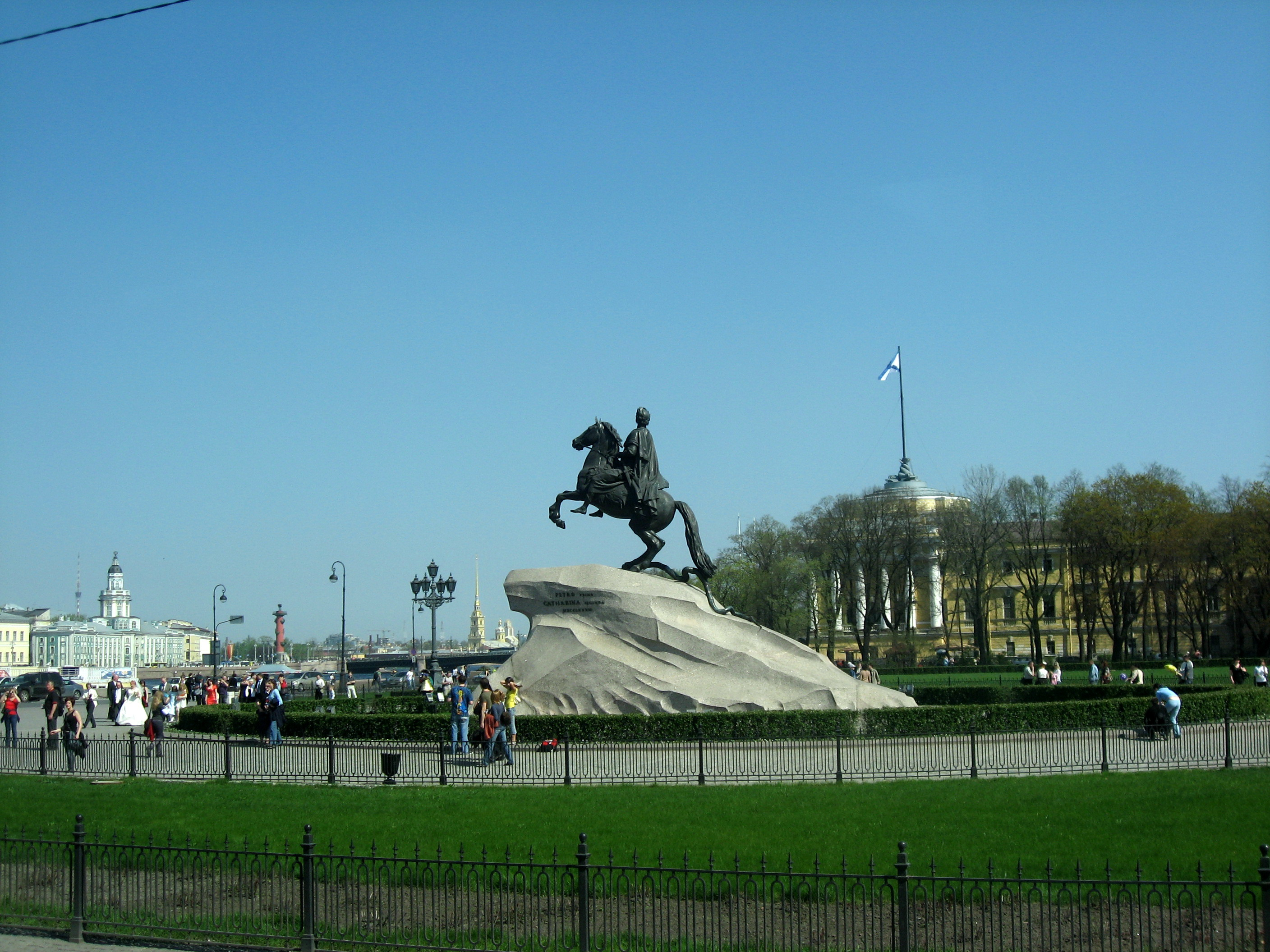

59°56′10″N 30°18′11″E / 59.936°N 30.303°E
枢密院广场（羅馬化：Senatskaya ploshchad）是俄罗斯圣彼得堡的一个广场。1925年以前称为彼得广场（Петровская площадь），1925年改名为十二月党人广场（Площадь Декабристов），纪念1825年在此发生的十二月党人起义。2008年7月29日，该广场恢复枢密院广场旧名。
它位于大涅瓦河左岸，圣以撒大教堂前。东面是海军部大厦。西面是枢密院大厦（今俄罗斯联邦宪法法院）。广场上有彼得大帝青铜骑士像。